# Jantje Friese
Jantje Friese (nascida em 1977 em Marburgo) é uma produtora de cinema e roteirista alemã conhecida por co-criar a série Dark da Netflix.

## Carreira
Jantje Friese estudou produção e gerenciamento de mídia na Universidade de Televisão e Cinema de Munique. Após se formar, trabalhou como produtora para Made in Munich Film Production e Neue Sentimental Film Berlin. Em 2010 foi produtora do longa-metragem O Silêncio com seu parceiro Baran bo Odar.
Com Odar, escreveu o roteiro de Who Am I: Kein System Ist Sicher (2014), dirigido por Odar. Seu roteiro foi indicado para Melhor Roteiro no German Film Award 2015.
Por meio desse filme, Netflix conheceu Friese e Odar e se ofereceu para fazer uma série baseada no filme. Em vez disso, Friese e Odar desenvolveram em conjunto a primeira série alemã da Netflix, Dark, que estreou em 1 de dezembro de 2017. Friese foi homenageada com um Grimme-Preis, o prêmio de televisão de maior prestígio da Alemanha, em 2018 por sua escrita na 1ª temporada de Dark. Em 2019, Dark foi renovado para uma terceira temporada.
Em 2021, Jantje e Baran anunciaram uma nova série em produção, "1899", que foi lançada em novembro de 2022.

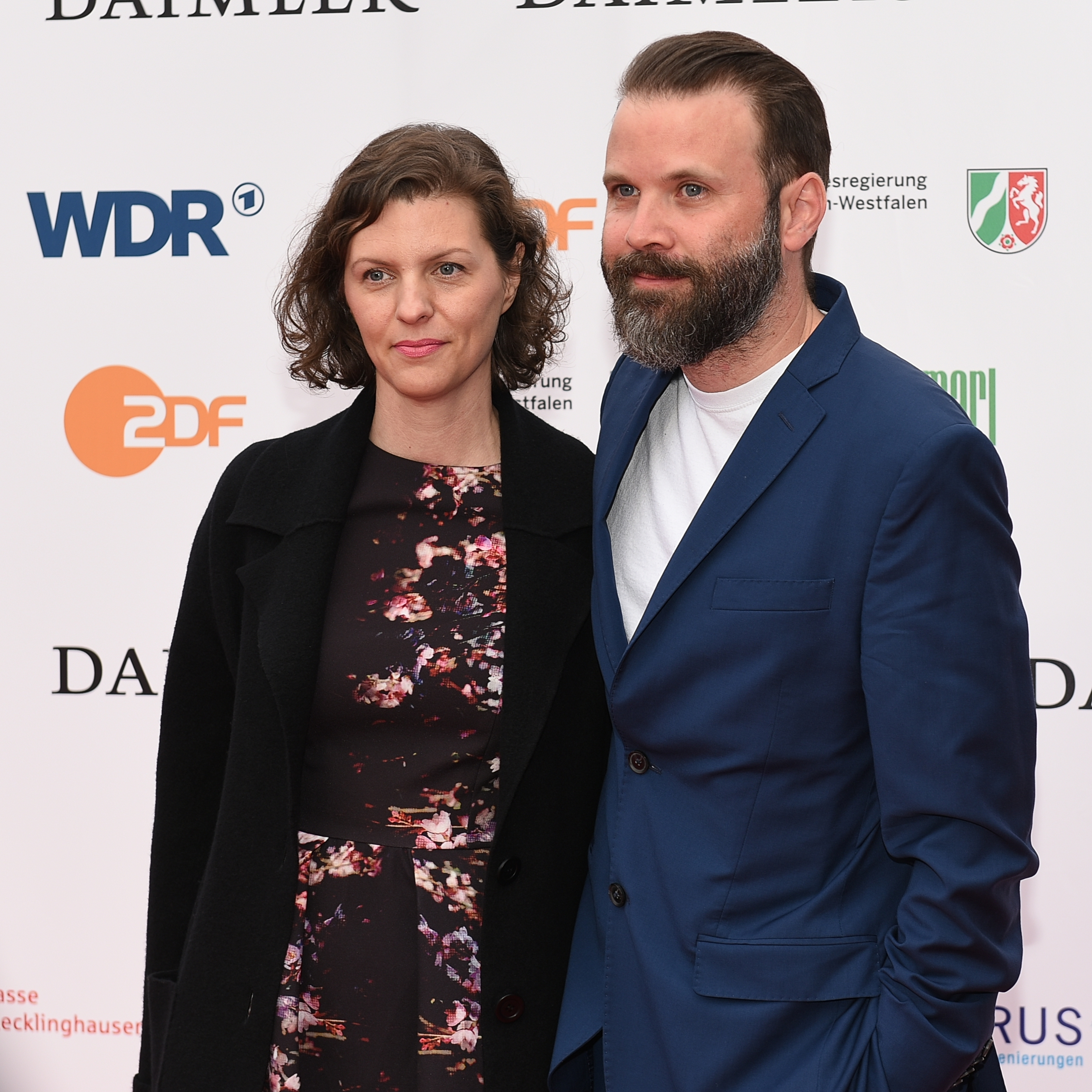
Jantje Friese e seu parceiro, Baran bo Odar, em 2018 durante a cerimônia de premiação Grimme-Preis.